# 헤더 랭젠캠프
헤더 랑겐캄프(Heather Langenkamp, 1964년 7월 17일 ~ )는 미국의 배우이다.

## 출연 작품
- 헬레이저: 저지먼트 (2018)
- 무서운 집 (2016)
- 더 버터플라이 룸 (2012)
- 더 베트 (2007)
- 마스터즈 오브 호러 시즌 2 에피소드 13 - 악몽의 크루즈 (2007)
- 퍼지티브 마인드 (1999)
- 데몰리션니스트 (1995)
- 나이트메어 7 - 뉴 나이트메어 (1994)
- 영혼의 목걸이 (1989)
- 나이트메어 3 - 꿈의 전사 (1987)
- 나이트메어 (1984)
- 럼블 피쉬 (1983)
- 아웃사이더 (1983)